# Saibai Island
Saibai Island è un'isola dell'arcipelago delle Torres Strait Islands situata nello stretto di Torres. Si trova a soli 5 km dalla costa della Nuova Guinea. Appartiene alla regione di Torres Strait Island, nel Queensland (Australia). La popolazione dell'isola, al censimento del 2016, era di 465 abitanti.

## Geografia
Saibai Island è un'isola formata da depositi alluvionali dei fiumi della Nuova Guinea, è pianeggiante, ricoperta prevalentemente da paludi di mangrovie, il punto più alto è di 1,7 m sul livello del mare ed è soggetta a inondazioni durante la stagione delle piogge. Saibai ha una superficie di 107,9 km² e uno sviluppo costiero di 53,9 km. Il villaggio principale (Saibai) si trova a nord-ovest ed è dotato di un aeroporto (cod. IATA: SBR); un secondo villaggio, Churum, si trova a sud-ovest.
A nord di Saibai si trova l'isola disabitata di Kauamag, separata da uno stretto canale lungo 7 chilometri. A ovest, alla distanza di 5 km, si trova l'isola Dauan (chiamata anche Cornwallis).

## Storia
I proprietari tradizionali di Saibai erano i clan Buwai, di origine melanesiana, che vivevano in comunità di villaggi seguendo i modelli tradizionali di caccia, pesca, agricoltura e commercio per molte migliaia di anni prima che venissero contattati dai primi visitatori europei. Esistono ancora forti affinità e legami commerciali tra le popolazioni di Saibai, Dauan e Boigu e le comunità costiere della Papua Nuova Guinea.
Nel 1871 sull'isola sbarcarono i primi missionari cristiani della London Missionary Society.
In seguito al grave maremoto del 1947, una parte significativa degli isolani fu trasferita sulla terraferma, nella penisola di Capo York, dove nel 1954 fu fondato dal popolo Saibai l'insediamento di Bamaga.